# Skarðverjar
Los Skarðverjar fue un clan familiar medieval de la costa oeste de Islandia, conocidos a partir del siglo XII por su asentamiento en Skarð á Skarðsströnd y su influencia en la región de Dalasýsla, durante el periodo de la Mancomunidad Islandesa. Su historia aparece parcialmente en la saga Sturlunga e Íslendingabók.
El clan fue siempre uno de los principales referentes familiares de la isla, pero no tuvo un especial protagonismo en la guerra civil durante el periodo Sturlungaöld, pues en aquel momento no tenían gran influencia, a excepción de Skarðs-Snorri Narfason que llegó a ser considerado el hombre más rico de todo el oeste y en los siglos siguientes siguieron con su fortuna y relacionados con otras poderosas familias como los Hítdælir.
El patriarca más notable de la familia fue Húnbogi Þorgilsson que vivió a principios del siglo XII, por entonces se llamaron Húnbogaætt. Su hijo Snorri Húnbogason fue lögsögumaður de Islandia. Skarðs-Snorri si tuvo cierta implicación significativa durante la guerra civil.
Fue una familia que hasta el siglo XVII aportaron abogados, jueces, sheriffs y gentes de letras, como Þórður Narfason a quien se le imputa que haya llegado la saga Sturlunga como la conocemos hoy y dos versiones de Skarðsbók, grandes tesoros de la literatura medieval escandinava.